# Asha Hagi

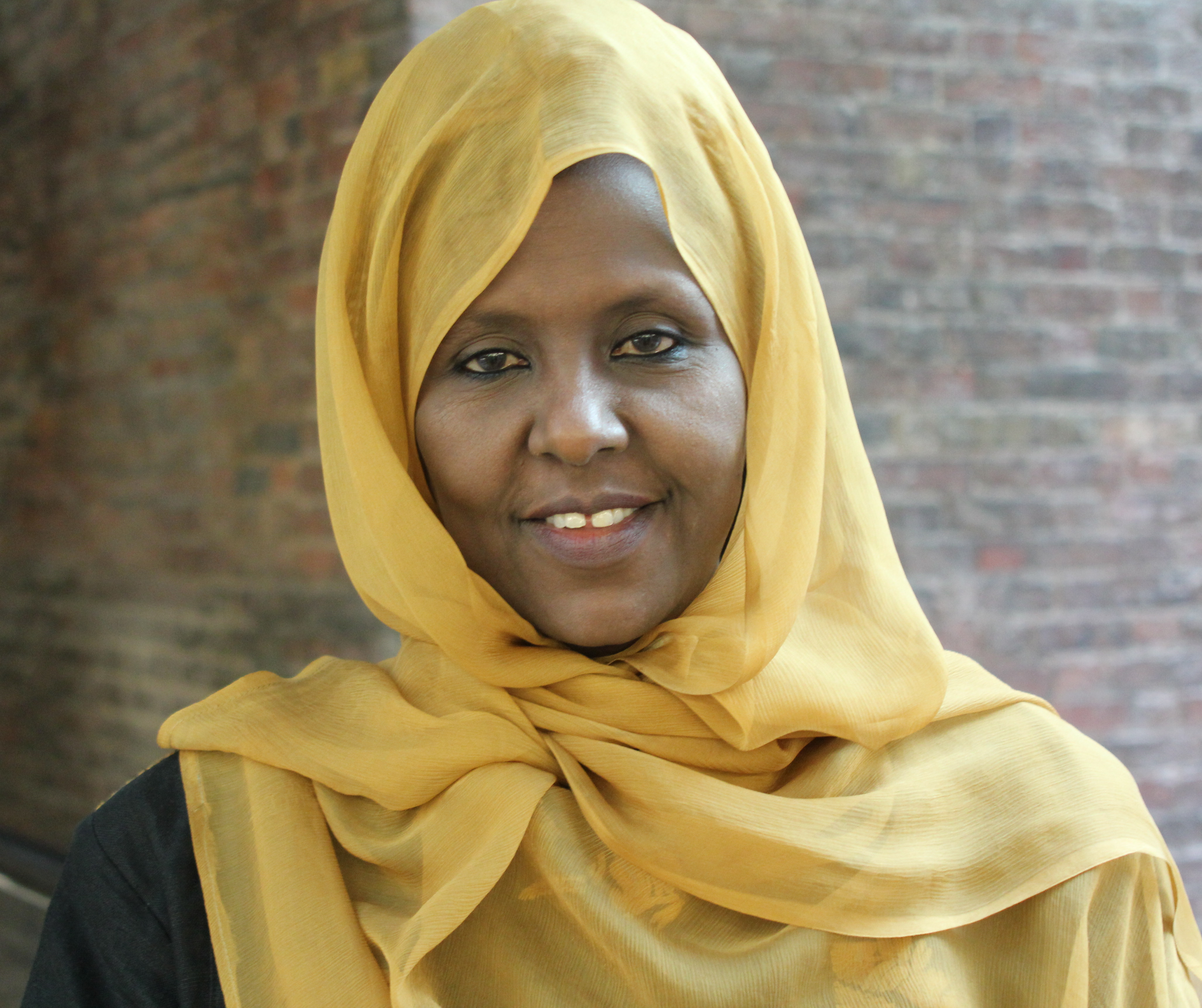
Asha Hagi

Asha Hagi (ur. 1962 w Galguduud) – somalijska feministka i pacyfistka, zaangażowana w działania na rzecz pokoju i praw kobiet. Prowadzi m.in. kampanię przeciw obrzezaniu kobiet.
Ukończyła ekonomię na Narodowym Uniwersytecie Somalii. Po wybuchu wojny domowej w Somalii założyła w 1992 roku organizację Save Somali Women and Children (Ratujcie Kobiety i Dzieci Somalii), wspierającą kobiety w dążeniu do przełamania marginalizacji, biedy i przemocy. W roku 2000 zainicjowała powstanie organizacji Szósty Klan, zrzeszającej kobiety z pięciu tradycyjnych klanów i z różnych ugrupowań politycznych. Szósty Klan skutecznie domagał się włączenia kobiet w rokowania pokojowe i zagwarantowania im 12% parytetu w Tymczasowym Parlamencie Federalnym i 30% parytetu w organach władzy regionalnej i samorządowej.
Od czasu interwencji wojsk etiopskich w Somalii Asha Hagi przebywa na emigracji politycznej w Nairobi.
W roku 2008 otrzymała nagrodę Right Livelihood – „za olbrzymią odwagę, z jaką przewodzi udziałowi kobiet w procesie budowy pokoju i pojednania w zniszczonym przez wojnę kraju”.